# Colesberg
Colesberg est une ville d’Afrique du Sud située dans la province du Cap-Nord.
Colesberg est située sur la route nationale N1 dans une région où sont élevés des milliers de Mérinos ainsi que des chevaux de course.

## Démographie
Selon le recensement de 2011, Colesberg compte 16 869 habitants (67 % de noirs, 26% de coloureds et 5% de blancs). La langue maternelle dominante dans la population est l'isiXhosa  (59 %).

## Historique

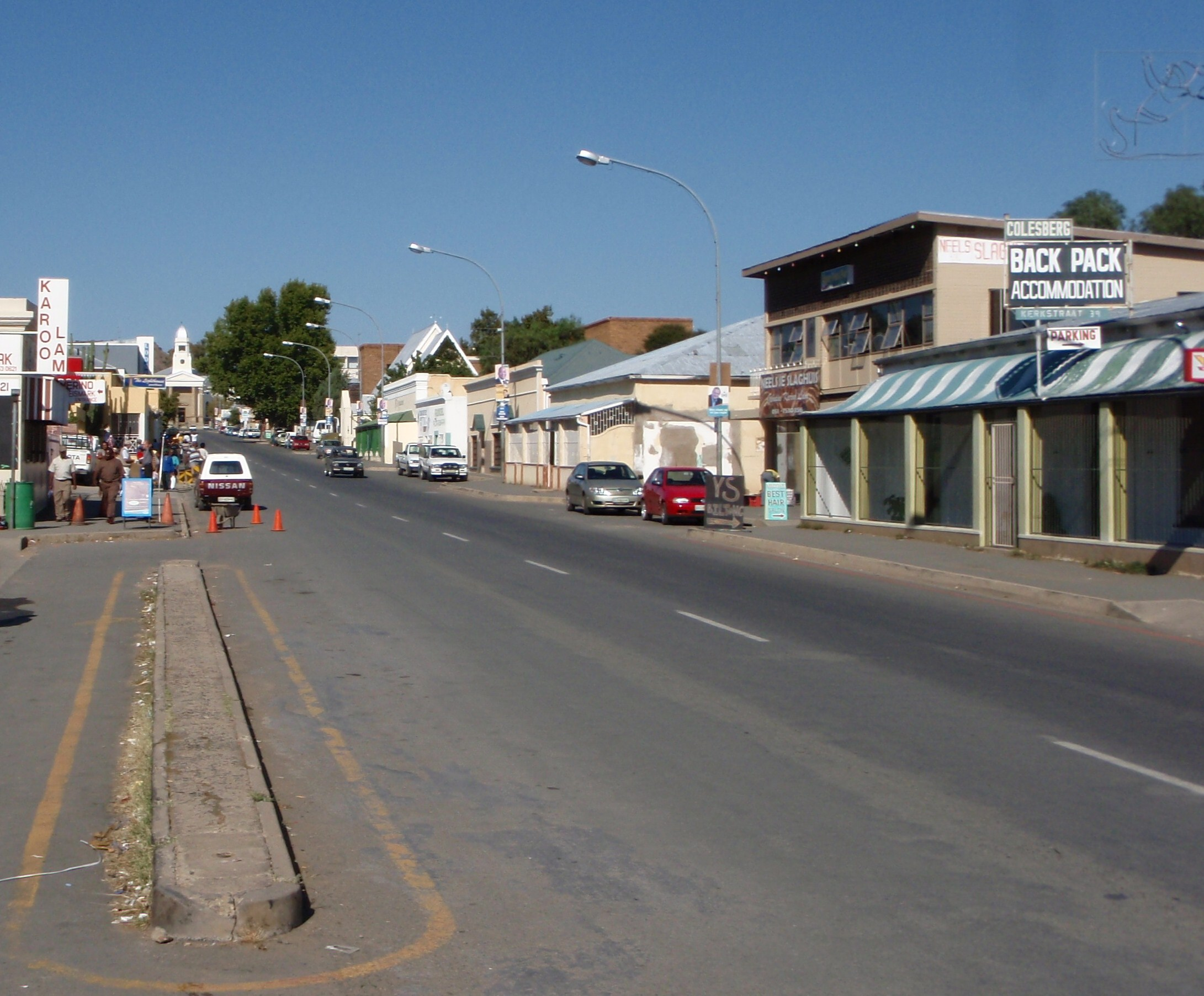
Rue principale (Main str.) de Colesberg

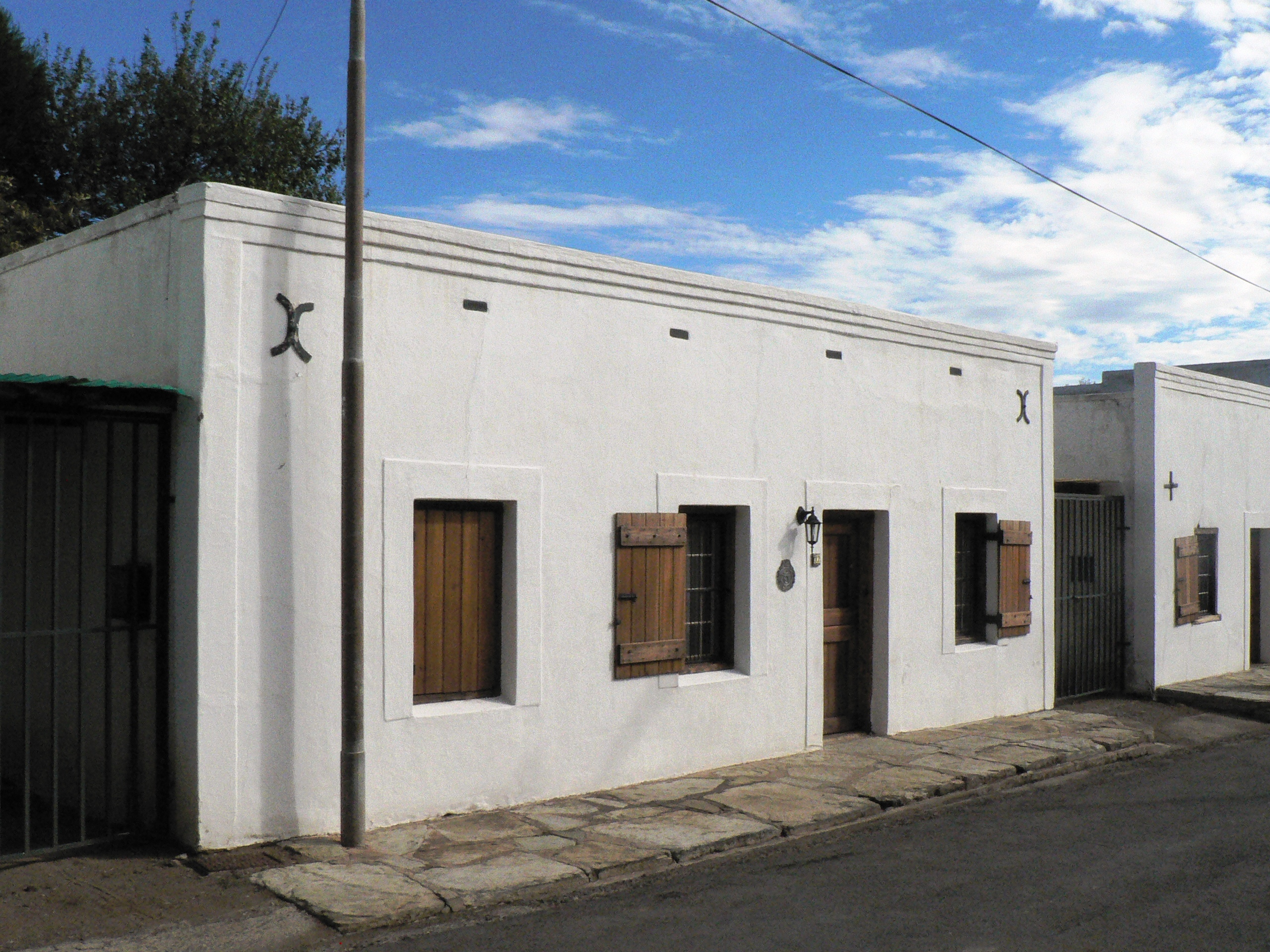
32 Bell street, exemple de l'architecture typique de Colesberg

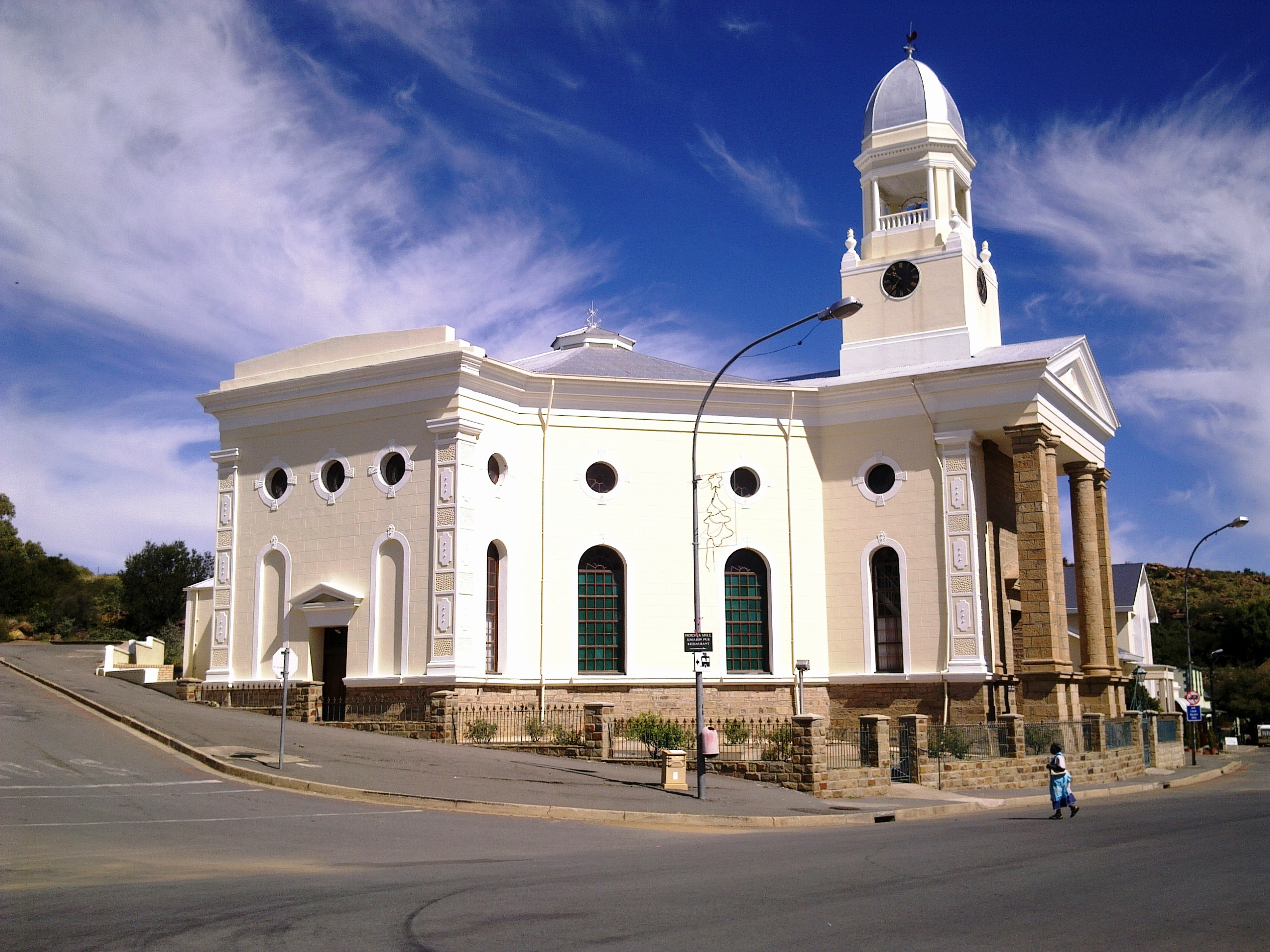
Eglise réformée hollandaise

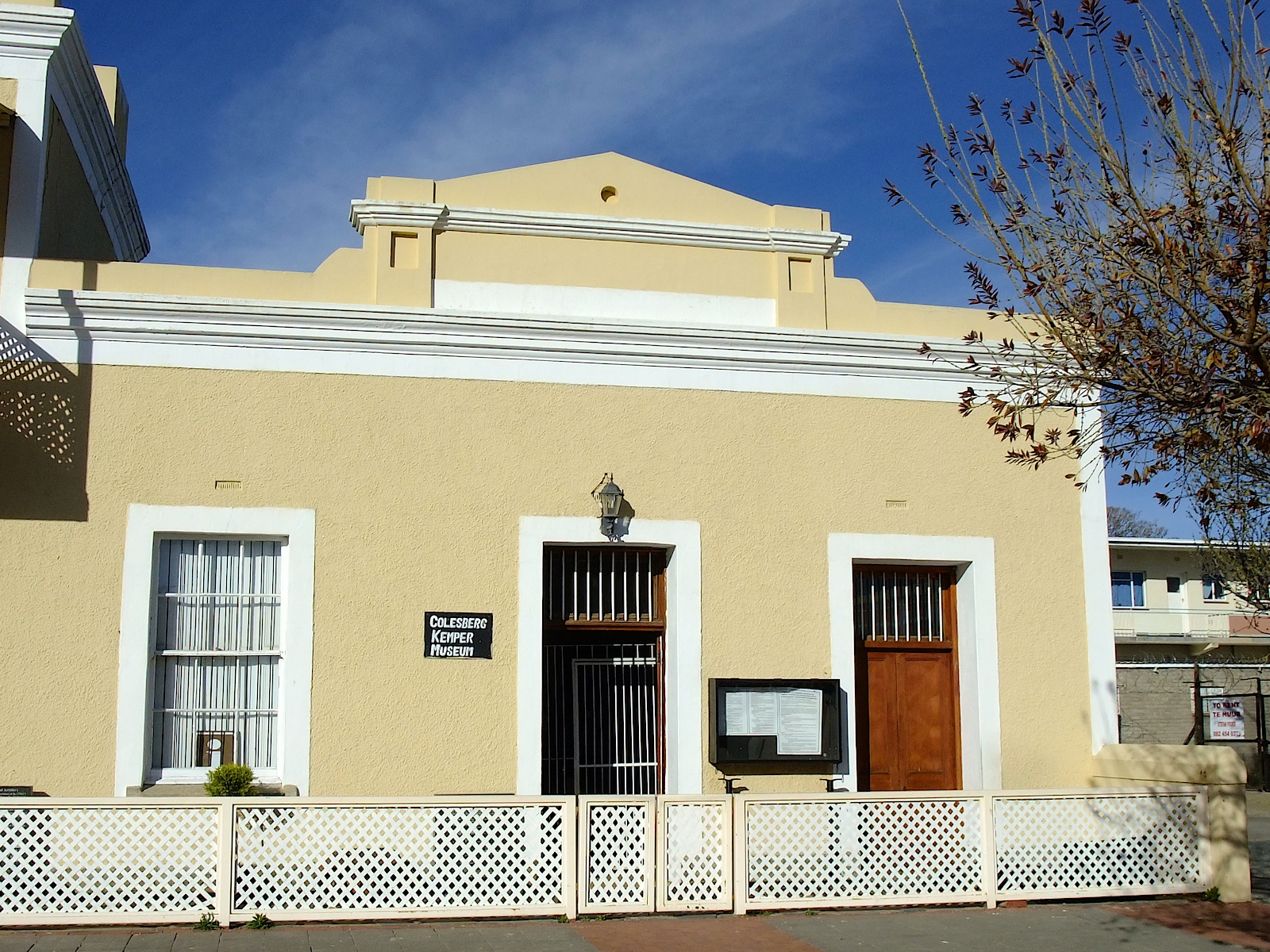
Le Kemper Museum sur Rhyneveld Square,

Les premiers habitants de la région sont des populations de chasseurs-cueilleurs, dès l'âge de pierre, devenus plus tard les Bushmen. Ils sont suivis, au début du XIXe siècle par des trekboers, des agriculteurs migrants et des missionnaires qui établissent en 1814 une première station dans une région qui est en zone frontalière de la colonie du Cap. Une deuxième mission est aussi établie mais en 1818, l'insécurité règne dans la région et le gouvernement colonial met fin au travail de la mission.
En 1820, la situation apaisée, plusieurs fermiers s'établissent dans le district et en 1822, les fermiers demandent la création d'une ville. En 1830, Colesberg est officiellement fondée à partir de la station abandonnée par la London Missionary Society (et initialement nommée Toverberg d'après une colline voisine). La ville est baptisée en l'honneur de Sir Galbraith Lowry Cole, alors gouverneur de la colonie du Cap. Pendant de nombreuses années, Colesberg demeure l'un des avant-postes les plus éloignés de la colonie du Cap mais est très fréquentée par les commerçants, les chasseurs et les explorateurs qui s'aventurent dans l'intérieur des terres d'Afrique du Sud.
Le district de Colesberg est officiellement proclamé le 8 février 1837 puis en 1840 devient une municipalité. Au cours des 52 années suivantes, diverses parties de son territoire sont dissociés pour former de nouvelles divisions comme Albert et Richmond en 1848, Middelburg en 1858, Hanover en 1876 et Philipstown et Steynsburg en 1889.
Colesberg est le théâtre de grand nombre de batailles et d'escarmouches durant la seconde guerre des Boers.

## Architecture

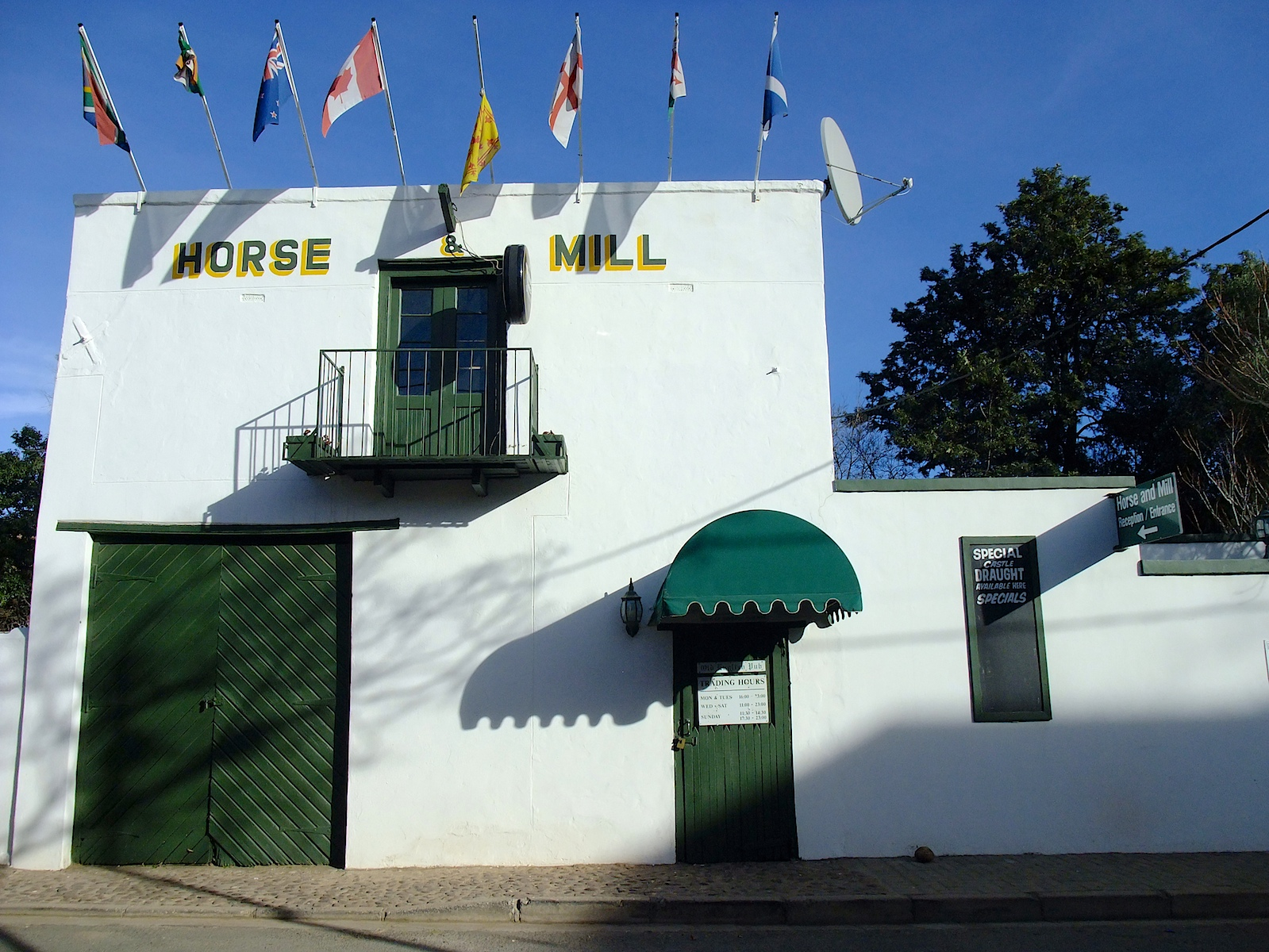
Horse and Mill, Bell street

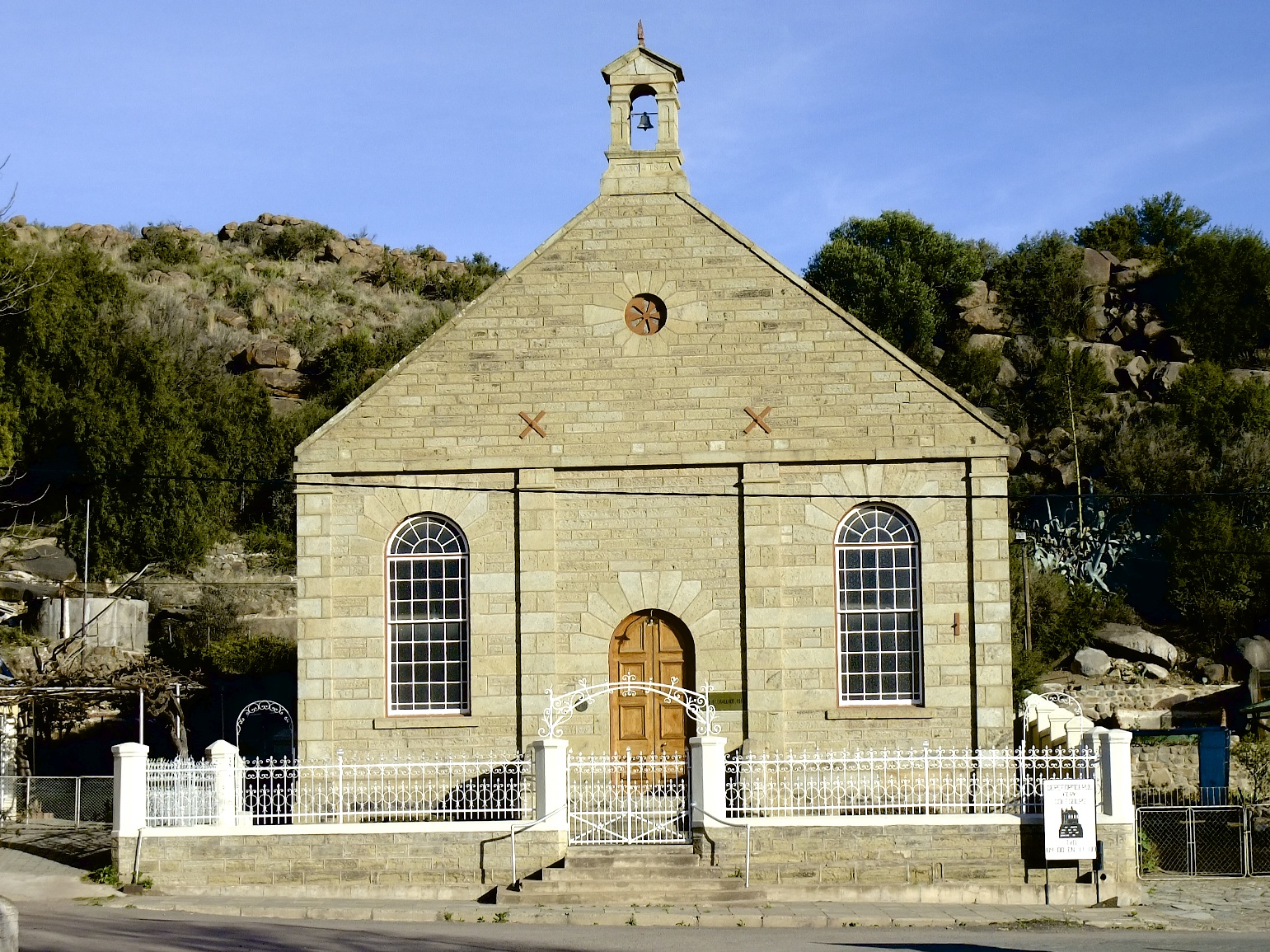
Eglise réformée sur Stockenstrom Street

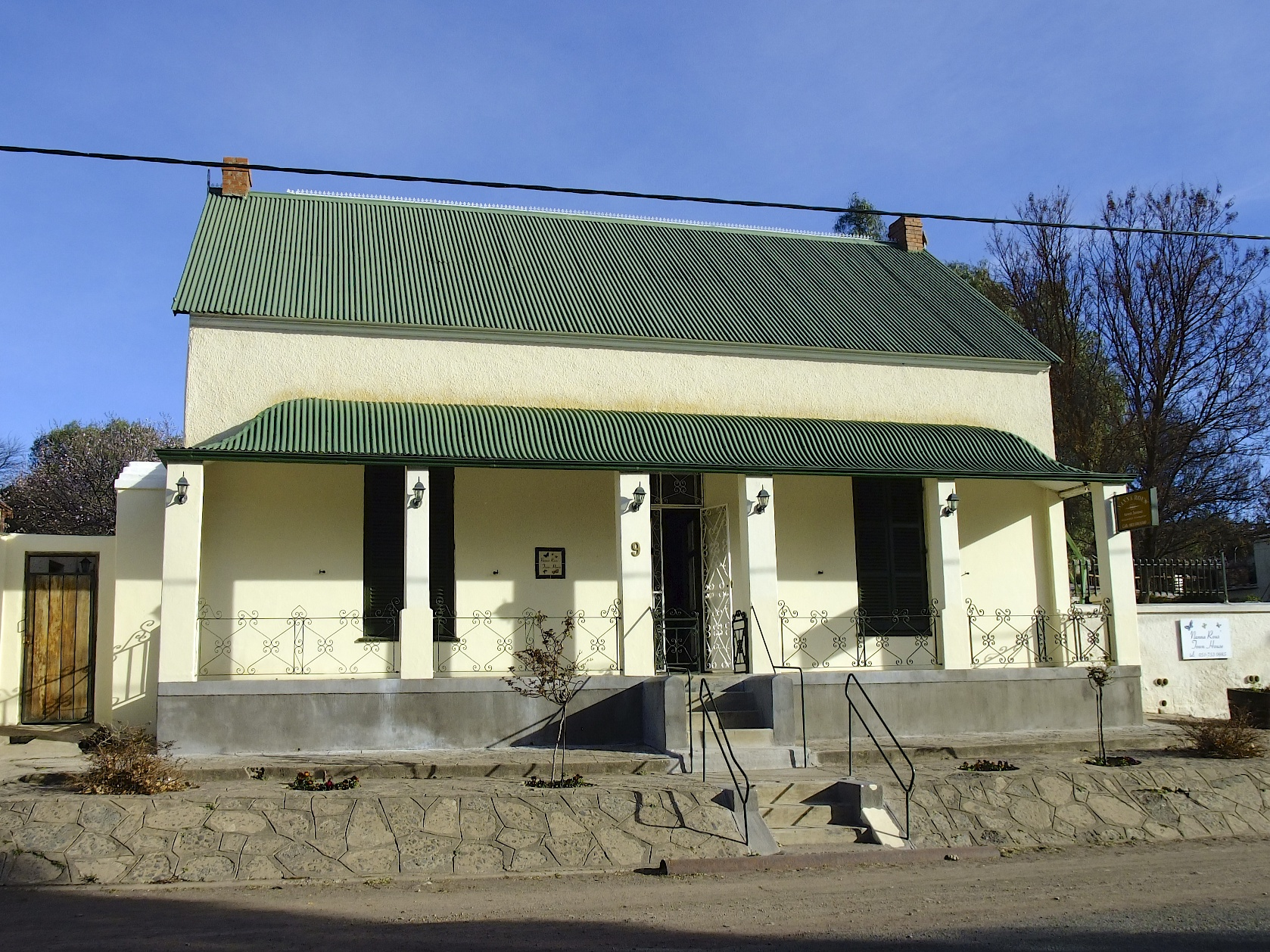
Gideon Joubert House sur DÚrban Row

Les habitations historiques de Colesberg se distinguent par leur construction carrée à toit plat, une forme d'architecture résidentielle qui devint la norme de cette région aride du Cap.

## Personnalités liées à Colesberg
- Piet Cronjé, né à Colesberg
- Wessel Marais, né à Colesberg
- Ricardo Loubscher, né à Colesberg